# Струбково
Струбково — деревня в Клинском районе Московской области, в составе Зубовского сельского поселения. Население — 742 чел. (2010). До 2006 года Струбково входило в состав Зубовского сельского округа.
Деревня расположена в восточной части района, примерно в 11 км к востоку от райцентра Клин, по левому берегу реки Лутосня (правый приток Сестры), высота центра над уровнем моря 175 м. Ближайшие населённые пункты — примыкающее на севере Зубово, Ельцово на юго-западе и Темново на юго-востоке. У восточной окраины проходит региональная автодорога 46К-0260 (автотрасса М10 «Россия» — Зубово — Московское большое кольцо).

## Образование
В деревне располагается одна средняя общеобразовательная школа и одно отделение дошкольного образования:
- МОУ Зубовская средняя общеобразовательная школа
- МБДОУ Детский сад № 50 "Чайка"[8]

## Население
| 2002 | 2006 | 2010 |
| ---- | ---- | ---- |
| 588  | ↗612 | ↗742 |